# Cantó d'Évrecy
El cantó d'Évrecy és un cantó francès del departament de Calvados, situat al districte de Caen. Té 26 municipis i el cap es Évrecy.

## Municipis
- Amayé-sur-Orne
- Avenay
- Baron-sur-Odon
- Bougy
- La Caine
- Curcy-sur-Orne
- Esquay-Notre-Dame
- Éterville
- Évrecy
- Feuguerolles-Bully
- Fontaine-Étoupefour
- Gavrus
- Goupillières
- Hamars
- Maizet
- Maltot
- Montigny
- Ouffières
- Préaux-Bocage
- Sainte-Honorine-du-Fay
- Saint-Martin-de-Sallen
- Tourville-sur-Odon
- Trois-Monts
- Vacognes-Neuilly
- Verson
- Vieux

## Història
| Data d'elecció                           | Identitat    | Partit        | Qualitat |
| ---------------------------------------- | ------------ | ------------- | -------- |
| 1945-1951                                | M. Gosselin  | Divers droite |          |
| 1951-1982                                | M. Vauvrecy  | Divers droite |          |
| 1982-                                    | Henri Girard | Divers droite |          |
| les dades anteriors no són pas conegudes |              |               |          |
|                                          |              |               |          |

## Demografia
| A partir de 1990: Població sense dobles comptes |